# Кага (село)
Ка́га (баш. Ҡағы) — село, расположенное в Белорецком районе Республики Башкортостан России, административный центр Кагинского сельсовета.

## Географическое положение
Расположено у одноимённой реки, неподалёку от места её впадения в Белую, на автодороге 80К-026 Стерлитамак — Белорецк — Магнитогорск.
Расстояние до:
- районного центра (Белорецк): 77 км,
- ближайшей ж.-д. станции (Белорецк): 70 км,
- города Магнитогорска 160 км.

## Климат
| Показатель                                                                                                | Янв.  | Фев.  | Март  | Апр. | Май  | Июнь | Июль | Авг. | Сен. | Окт. | Нояб. | Дек.  | Год  |
| --- | ----- | ----- | ----- | ---- | ---- | ---- | ---- | ---- | ---- | ---- | ----- | ----- | ---- |
| Абсолютный максимум, °C                                                                                   | 6     | 8     | 19    | 28   | 32   | 36   | 40   | 37   | 32   | 23   | 16    | 7     | 40   |
| Средний суточный максимум, °C                                                                             | −11,1 | −6,4  | 0     | 9,5  | 18   | 22,5 | 23,4 | 21,7 | 15,7 | 6,4  | −1,3  | −7,8  | 7,6  |
| Средняя температура, °C                                                                                   | −16,4 | −14   | −6,8  | 2,8  | 10,2 | 15,4 | 16,6 | 14,6 | 8,3  | 1,5  | −6,8  | −13,4 | 1    |
| Средний суточный минимум, °C                                                                              | −22   | −20,6 | −13,5 | −3,7 | 5,5  | 7,4  | 10   | 7,4  | 2,6  | −2,4 | −10,7 | −18   | −4,8 |
| Абсолютный минимум, °C                                                                                    | −50   | −44   | −41   | −31  | −13  | −7   | −1   | −2   | −11  | −29  | −43   | −46   | −50  |
| Норма осадков, мм                                                                                         | 36    | 32    | 34    | 33   | 40   | 62   | 70   | 53   | 56   | 51   | 48    | 40    | 555  |
| Температура воды, °C                                                                                      | 0     | 0     | 0     | 2    | 10   | 16   | 19   | 16   | 10   | 3    | 0     | 0     | 6    |
| Источник: Погода и климат Термограф Справочник по климату СССР, выпуск 9, Гидрометиоиздат, Ленинград 1965 |       |       |       |      |      |      |      |      |      |      |       |       |      |

Зима в Каге холодная. Начинается в начале ноября, а заканчивается в конце марта и длится 4-5 месяцев. Лето тёплое. Начинается в конце мая, а заканчивается в конце августа и длится 3-4 месяца.

### Изменение климата
Среднегодовая температура в Каге по тридцатилетним периодам:
- 1951-1980 — +1.1°
- 1961-1990 — +1.3°
- 1971-2000 — +1.6°
- 1981-2010 — +2.1°
- 1991-2020 — +2.4°

## История
Годом основания считается 1740 год, когда на месте маленькой деревни Каги, возможно, основанной старообрядцами и названной по протекающей здесь реке, был основан один из демидовских заводов — Кагинский завод, который относился к Верхнеуральскому уезду Оренбургской губернии.
Село неоднократно горело. Пожар летом 1911 года полностью уничтожил завод, после чего экономическая значимость села окончательно упала.

## Население
| 2002 | 2009 | 2010 |
| ---- | ---- | ---- |
| 1046 | ↘948 | ↘787 |

## Экономика
Основное занятие жителей: сельское и лесное хозяйство, сфера туризма, частично работа на предприятиях в близлежащем селе Верхний Авзян.

## Инфраструктура
Расположены турбазы «Тенгри» и «Агидель», недалеко, к югу расположена турбаза «Сухов Ключ».
В сельской библиотеке расположена экспозиция, посвящённая истории села.
Рядом с селом бьёт святой источник Сажелка.
Обеспечение электричеством происходит за счёт малой ГРЭС на реке Каге.

## Религия
В селе есть православная церковь Николая Чудотворца, в котором сохранилась настенная роспись, является памятником архитектуры и открывается для экскурсий и (реже) праздничных служб.

## Галерея
- Никольская церковь
- Дом Сухова. В Гражданскую войну (1918 г.) здесь размещался штаб В. К. Блюхера. В советские и постперестроечные годы  располагалось правление колхоза «Победа».
- Магазин «Чикага»
- Бывшая заводская больница, открытая в 1901 году. В советские годы здесь располагалась средняя школа. Сегодня  находится турбаза «Тенгри».